# تنیس در المپیک تابستانی ۱۹۸۸
تنیس در بازی‌های المپیک تابستانی ۱۹۸۸ نام رویداد ورزش تنیس در بازی‌های المپیک تابستانی بود که در سال ۱۹۸۸ برگزار شد. این مسابقات از ۲۰ سپتامبر تا ۱ اکتبر در سئول برگزار شد.

## جدول مدال‌ها
| رتبه  | کشور                      | طلا | نقره | برنز | مجموع |
| ۱     | ایالات متحده آمریکا (USA) | ۲   | ۱    | ۲    | ۵     |
| ۲     | چکسلواکی (TCH)            | ۱   | ۱    | ۱    | ۳     |
| ۳     | آلمان غربی (FRG)          | ۱   | ۰    | ۱    | ۲     |
| ۴     | آرژانتین (ARG)            | ۰   | ۱    | ۰    | ۱     |
| ۴     | اسپانیا (ESP)             | ۰   | ۱    | ۰    | ۱     |
| ۶     | سوئد (SWE)                | ۰   | ۰    | ۲    | ۲     |
| ۷     | استرالیا (AUS)            | ۰   | ۰    | ۱    | ۱     |
| ۷     | بلغارستان (BUL)           | ۰   | ۰    | ۱    | ۱     |
| مجموع | مجموع                     | ۴   | ۴    | ۸    | ۱۶    |